# Trójkąt tętnicy językowej
Trójkąt tętnicy językowej, trójkąt Pirogowa (łac. trigonum arteriae lingualis, trigonum Pirogow, trigonum Pirogovi) – w anatomii człowieka trójkątne pole w obrębie szyi, będące tylno-dolną częścią trójkąta podżuchwowego. Trójkąt tętnicy językowej ograniczony jest od przodu przez tylny brzeg mięśnia żuchwowo-gnykowego, od tyłu przez ścięgno pośrednie mięśnia dwubrzuścowego, a od góry przez nerw podjęzykowy. Dno trójkąta tworzy mięsień gnykowo-językowy, po którego przecięciu dostępna jest tętnica językowa. Jego zawartość stanowią tętnica językowa i żyła językowa, biegnące między nerwem podjęzykowym a ścięgnem pośrednim mięśnia dwubrzuścowego.
Nazwa eponimiczna upamiętnia rosyjskiego chirurga Nikołaja Pirogowa.